# Поликаон (син на Лелекс)
Вижте пояснителната страница за други значения на Поликаон.
Поликаон (на старогръцки: Πολυκάων, Polykaon) в древногръцката митология е първият цар на Месена през 15 век пр.н.е.
Той е син на Лелекс, първият цар на Спарта в Лакония и на наядата Клеохарея или Перидия. Той е по-малък брат на Милес, който получава царство Спарта. Другите му братя са Бомолох и Терапне.
Поликаон се жени за Месена, дъщеря на Триоп, цар на Аргос. Понеже Поликаон не може да има претенции за спартанския трон, Месена го накарва да си търси свое царство. Той събира свита в Аргос и Спарта и те отиват в Месения, която получава името на съпругата му Месения. Те основават там множество градове, между тях Андания, която правят своя резиденция. Двамата въвеждат там елевзинските мистерии и култа на Зевс на планината Итоми.
Пет генерации след смъртта на Поликаон цар на Месена става Периер (син на Еол).